# Communauté de communes des Avant-Monts du Centre Hérault
La Communauté de communes des Avant-Monts du Centre Hérault es una estructura intermunicipal francesa, situada en el departamento de Hérault y la región Occitania.

## Composición
La Communauté de communes des Avant-Monts du Centre Hérault se compone de 25 municipios:
1. Magalas
2. Abeilhan
3. Autignac
4. Cabrerolles
5. Causses-et-Veyran
6. Caussiniojouls
7. Faugères
8. Fos
9. Fouzilhon
10. Gabian
11. Laurens
12. Margon
13. Montesquieu
14. Murviel-lès-Béziers
15. Neffiès
16. Pailhès
17. Pouzolles
18. Puimisson
19. Puissalicon
20. Roquessels
21. Roujan
22. Saint-Geniès-de-Fontedit
23. Saint-Nazaire-de-Ladarez
24. Thézan-lès-Béziers
25. Vailhan